# 伊卜省
伊卜省（阿拉伯语：محافظة إب）是也門中南部的一個省。面積6,031平方公里，2004年人口2,131,861人，2011年人口2,560,000人。
首府伊卜。下分二十區。